# Gazeta de Limeira
A Gazeta de Limeira é um jornal impresso diário da cidade de Limeira desde 17 de maio de 1931  que apresenta notícias da cidade e da região.

## História
A Gazeta de Limeira foi fundada para defender o Partido Constitucionalista (PC) em Limeira e apoiar os ideias que culminaram com a Revolução de 32. A primeira capa do jornal foi a visita do General Izidoro Dias Lopes e dos tenentes João Alberto e Miguel Costa à cidade, para divulgar os ideais constitucionalistas, que tinham como adeptos personagens conhecidos da história limeirense, como Maria Thereza de Barros Camargo, que foi prefeita e deputada, e o advogado Octavio Lopes Castello Branco.
Entre os fundadores do jornal, estão Mário Sampaio Martins, J.Vitorino e Álvaro Corrêa, que foi o primeiro diretor, função em que esteve até 1938. O primeiro redator do jornal foi Castello Branco. A sede própria foi possível em 1972, quando foi adquirido o imóvel na rua Senador Vergueiro, 319, onde está a matriz até hoje. Na metade da década de 70, a Gazeta passou a ser presidida pelo advogado Waldemar Lucato, que atuava como colaborador desde os anos 50. Na direção do jornal, Lucato adquiriu novos equipamentos e profissionalizou a elaboração do jornal. Em 1980, a Gazeta passa a ser publicada de terça a domingo. A circulação às segundas-feiras, única na cidade, veio em 1997. Em 1995, o jornal introduziu a cor em sua impressão.
Desde 1996, após a morte de Waldemar Lucato, o jornal passa a ser presidido por seu filho, Roberto Lucato, auxiliado pelos irmãos Fabiana e Eduardo Lucato Neto. Dois projetos com amplo alcance comunitário mostram a participação ativa da Gazeta no município: o Prêmio de Literatura, realizado desde 1991 e que movimenta estudantes de todas as escolas da cidade, incentivando a leitura e a prática da escrita, e a Copa Gazeta de Limeira de Futebol Amador, que desde 1988 movimenta esportistas de toda a região. 